# Quartieri di Palermo

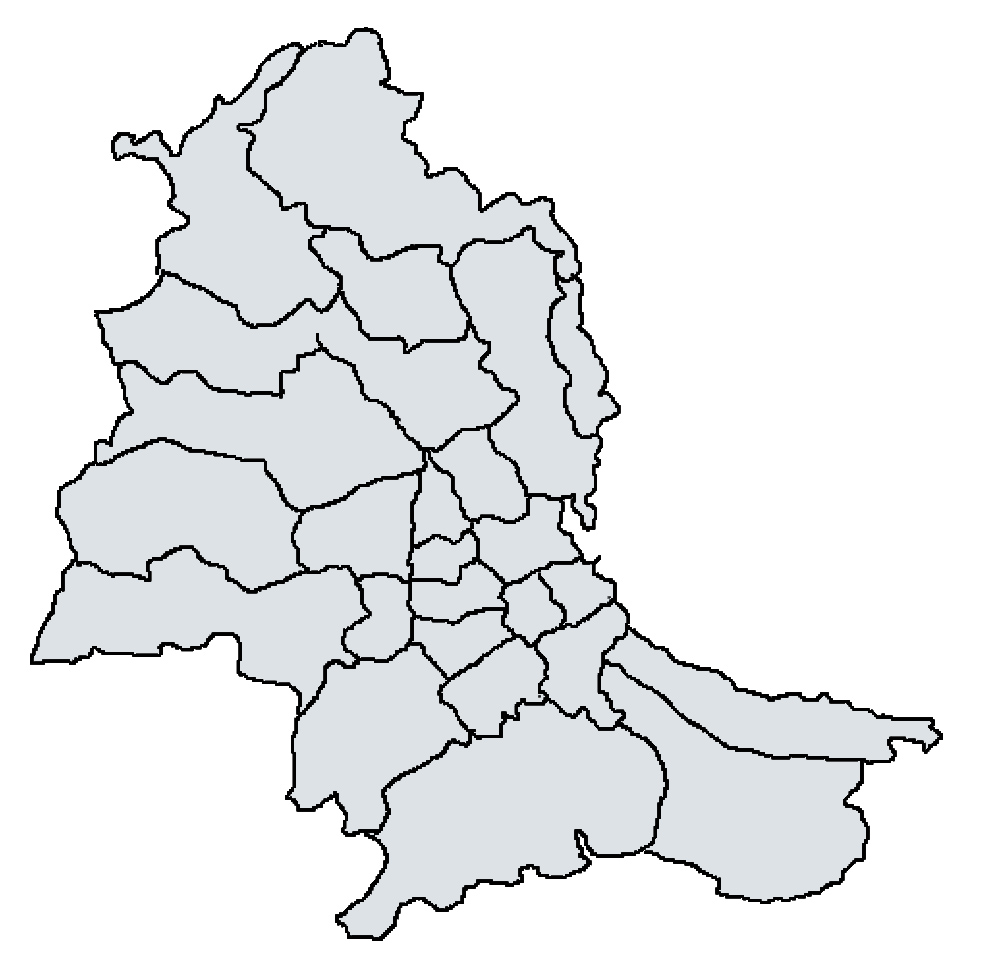
I 25 quartieri di Palermo

I quartieri di Palermo sono 25.

## Storia
Il territorio comunale di Palermo è stato ripartito in 55 unità di primo livello dal consiglio comunale cittadino, con delibera nº 420 del 21 dicembre 1976. Nell'occasione, le UPL sono state raggruppate in 25 quartieri; tale ripartizione rimase in vigore fino a quando, con le delibere nº 300 del 6 dicembre 1995 e nº 140 del 9 luglio 1997, il territorio comunale è stato ripartito amministrativamente in otto circoscrizioni.
| 1  | Tribunali-Castellammare      | 2  | Palazzo Reale-Monte di Pietà | 3  | Oreto-Stazione         | 4  | Montegrappa-Santa Rosalia      | 5  | Cuba-Calatafimi        |
| 6  | Zisa                         | 7  | Noce                         | 8  | Malaspina-Palagonia    | 9  | Libertà                        | 10 | Politeama              |
| 11 | Settecannoli                 | 12 | Brancaccio-Ciaculli          | 13 | Villagrazia-Falsomiele | 14 | Mezzomonreale-Villatasca       | 15 | Altarello              |
| 16 | Boccadifalco                 | 17 | Uditore-Passo di Rigano      | 18 | Borgo Nuovo            | 19 | Cruillas-San Giovanni Apostolo | 20 | Resuttana-San Lorenzo  |
| 21 | Tommaso Natale-Sferracavallo | 22 | Partanna-Mondello            | 23 | Pallavicino            | 24 | Montepellegrino                | 25 | Arenella-Vergine Maria |